# Christian Airplay

Christian Airplay est un classement musical hebdomadaire publié par Billboard magazine aux États-Unis depuis le 21 juin 2003.
Ce classement répertorie les 50 disques les plus écoutés sur plusieurs stations de radio chrétiennes à travers le pays, tels que surveillés par Nielsen BDS, pondérés en fonction des cotes d'écoute Nielsen de chaque station.

## Histoire
Le classement est intitulé Hot Christian Songs à l'origine. Il comprend alors les chansons les plus diffusées sur les stations de radio chrétiennes contrôlées aux États-Unis. À partir du classement du 7 décembre 2013, Billboard a modifié la méthodologie du classement Hot Christian Songs pour prendre en compte les ventes numériques, le streaming et la diffusion des chansons chrétiennes sur tous les formats de radio. Christian Airplay a été créé pour poursuivre le suivi de la diffusion sur les stations de radio chrétiennes.
La chanson numéro un du classement, en mars 2024, est Faithfully de TobyMac.

## Règles du classement
Comme la plupart des autres classements du Billboard, le classement Christian Airplay comporte une règle permettant de déterminer quand une chanson entre dans un statut récurrent. À partir de la semaine du 2 décembre 2006, une chanson est déclarée récurrente dans les  classements country, si elle est présente dans les classements depuis plus de 20 semaines et, est tombée en dessous de la position 10. Si une chanson figure dans les classements depuis plus de 52 semaines, elle sera déclarée récurrente si son rang est inférieur à 5.

## Palmarès

### Le plus grand nombre de numéros un
| Total | Artiste            | Source |
| ----- | ------------------ | ------ |
| 19    | MercyMe            | [ 2 ]  |
| 14    | For King & Country | [ 3 ]  |
| 13    | tobyMac            | [ 4 ]  |
| 12    | Jeremy Camp        | [ 5 ]  |
| 11    | Matthew West       | [ 6 ]  |
| 11    | Casting Crowns     | [ 7 ]  |
| 11    | Chris Tomlin       | [ 8 ]  |
| 5     | Zach Williams      | [ 9 ]  |
| 5     | Lauren Daigle      | [ 10 ] |
| 4     | Crowder            | [ 11 ] |
| 4     | Matt Maher         | [ 12 ] |
| 4     | Phil Wickham       | [ 13 ] |

### Le plus de semaines à la première place
| Nombre de semaines | Artistes                         | Chanson                                 | Années    |
| ------------------ | -------------------------------- | --------------------------------------- | --------- |
| 23                 | MercyMe                          | Word of God Speak                       | 2003      |
| 20                 | Zach Williams                    | Old Church Choir                        | 2017-2018 |
| 19                 | Casting Crowns                   | East to West                            | 2007      |
| 19                 | Brandon Heath                    | Give Me Your Eyes                       | 2008      |
| 18                 | Chris Tomlin                     | Made to Worship                         | 2006      |
| 17                 | Matthew West                     | Hello, My Name Is                       | 2013      |
| 16                 | MercyMe                          | Greater                                 | 2014-2015 |
| 16                 | Lauren Daigle                    | You Say                                 | 2018-2019 |
| 15                 | Jeremy Camp                      | Take You Back                           | 2005      |
| 15                 | Building 429                     | Where I Belong                          | 2012      |
| 15                 | Chris Tomlin                     | Whom Shall I Fear (God of Angel Armies) | 2013      |
| 15                 | Zach Williams                    | Chain Breaker                           | 2016-2017 |
| 15                 | Casting Crowns avec Matthew West | Nobody                                  | 2019-2020 |

### Artistes qui ont atteint la première place en au moins deux décennies

#### Trois
Brandon Heath (2000, 2010, 2020)
Big Daddy Weave (2000, 2010, 2020)
Casting Crowns (2000, 2010, 2020)
Chris Tomlin (2000, 2010, 2020)
Francesca Battistelli (2000, 2010, 2020)
Jeremy Camp (2000, 2010, 2020)
Matthew West (2000, 2010, 2020)
MercyMe (2000, 2010, 2020)
Needtobreathe (2000, 2010, 2020)
tobyMac (2000, 2010, 2020)

#### Deux
Aaron Shust (2000, 2010)
Building 429 (2000, 2010)
Newsboys (2000, 2010)
Third Day (2000, 2010)
Cory Asbury (2010, 2020)
David Crowder (2010, 2020)
For King & Country (2010, 2020)
Jordan Feliz (2010, 2020)
Lauren Daigle (2010, 2020)
Mandisa (2010, 2020)
Matt Maher (2010, 2020)
Phil Wickham (2010, 2020)
Tauren Wells (2010, 2020)
Zach Williams (2010, 2020)